# Санкт-Петербургская классическая гимназия № 610
Санкт-Петербургская классическая гимназия № 610 — государственное общеобразовательное учреждение, основанное в 1989 году в Санкт-Петербурге. Сейчас (2024/25 уч. год) в гимназии 19 классов (три 5-х класса α, β, γ, четыре 6-x  α, β, γ, δ по три — α, β, γ — в каждой параллели с 7 по 9 класс , два 10-х класса (γ и β),  один 11-й класс(α)). Обучение в гимназии бесплатное. Набор в гимназию осуществляется по результату обязательного вступительного экзамена.
Образовательная программа и учебный план гимназии повторяют программу дореволюционных классических гимназий в том, что основными предметами являются древние (латынь, древнегреческий) и новые (английский, немецкий) языки, а также математика. Программа в школе единая и обязательная для всех учеников, предметов по выбору нет. Основной целью гимназического курса является «обучение умению учиться» — развитие самостоятельного аналитического мышления учеников и укрепление их интереса к поиску новых знаний. Именно для этого столько времени отводится изучению древних языков и математики: они представляют собой законченные и в определённом смысле совершенные логические структуры и являются потому блестящим инструментом развития умственных способностей. Вместе с тем древние языки имеют помимо развивающей, ещё и образовательную функцию, приобщая гимназистов к истокам и лучшим образцам европейской цивилизации и культуры. Кроме того, в гимназии существует большое количество разнообразных кружков. Уже более 10 лет школа сотрудничает с Эрмитажем и компанией «Юлмарт», которая оказывает техническую помощь гимназии и благодаря ей школа имеет хорошее компьютерное оснащение. Также школа имеет международные связи.
В 2010-х гг. у гимназии появилось новое здание на Зверинской ул. 35-37 — там проходят уроки пятых и шестых классов.
В 2020 году в гимназии был проведён ремонт с использованием современного дизайн-проекта.

## Известные сотрудники и выпускники

### Преподаватели
- Ботвинник, Наталья Марковна (1944—2008) — советский и российский учёный-латинист, филолог, кандидат филологических наук.
- Грачёва, Елена Николаевна (преподавательница литературы и русского языка)— литературовед, координатор программ фонда АдВита.
- Дымшиц, Валерий Аронович (преподаватель химии) — доктор химических наук, преподаватель Европейского университета в Санкт-Петербурге, специалист по иудаике.
- Зельченко, Всеволод Владимирович (преподаватель древнегреческого языка) — филолог, поэт.
- Лурье, Лев Яковлевич (заместитель директора гимназии по внешним связям[3], один из основателей гимназии) — кандидат исторических наук, автор и ведущий ряда документальных телевизионных программ, бывший директор дирекции документального вещания ТРК «Петербург — Пятый канал», бывший автор и ведущий программы «Культурный слой» на 5-м канале[4].
- Позднев, Михаил Михайлович (преподаватель латыни и древнегреческого языка) — доктор филологических наук, философ, публицист.
- Рогинский, Борис Арсеньевич (преподаватель литературы) — петербургский литератор.
- Русакова Марина Валентиновна (1956—2009) — доктор филологических наук.
- Седов, Павел Владимирович (преподаватель истории) — доктор исторических наук.

### Выпускники
- Ветушко, Арсений Анатольевич (выпускник 2007 года[5]) — победитель Международной лингвистической олимпиады школьников в 2007 году[6].
- Зельвенский, Станислав Игоревич (1-й выпуск гимназии, 1995 год[7]) — обозреватель журнала «Афиша. Все развлечения Петербурга»[8].
- Лурье, Даниэль Львович (1-й выпуск гимназии, 1995 год[9]) — главный редактор «PROЗенит», официальной программы ФК «Зенит»[10][11], бывший коммерческий директор sports.ru[12], бывший главный редактор журнала «Афиша. Все развлечения Петербурга»[13], сын Льва Яковлевича Лурье[14].
- Пироговская, Мария Михайловна (2-й выпуск гимназии, 1996 год[15]) — антрополог, преподаватель факультета антропологии Европейского университета в Санкт-Петербурге; бывшая ведущая программы «Мода на все» на 5-м канале, бывший главный редактор специальных проектов газеты «Ведомости»[16].
- Степанов, Василий Евгеньевич (4-й выпуск, 1998 год) — российский кинокритик.

## Скандал вокруг гимназии
В 2021 году стало известно, что преподаватель математики Андрей Алексеев, который проработал в учебном заведении больше 20 лет, неоднократно вступал в отношения со старшеклассницами.